# Модле за колаче
Модле за колаче су алатке за изрезивање теста за колаче/кексе одређеног облика.
Често се користе у сезонским приликама када се желе добро познати украсни облици или за велике серије колачића где се захтева једноставност и једнообразност. Модле се могу користити и за обликовање и резање бројних других врста хране, укључујући месне паштете, палачинке, сендвиче и  украсе за гарнирање (на пример, воће са украсним резањем).

## Врсте и варијације
Модле
Најчешће су израђене од бакра, лима, нерђајућег челика, алуминијума или пластике. Модле су најједноставнији резачи колачића; модла се утисне у тесто за колаче које је равно ваљано да би се добио облик обриса модле. Да се тесто не би лепило, често се пре употребе умоче у брашно или шећер.
Модле за детаље
Обично су израђене од бакра, калаја или пластике. Модле за детаље сличне су модлама за колачиће, с тим што модле за детаље такође обележавају површину теста.
Калуп за колаче
Обично од дрвета, керамике или пластике. Немачки Springerle калупи су најстарији примери таквих, а популарни су за шкотско пециво. Калуп за колаче обично има украшени дизајн утиснут у површину; калуп се утисне у тесто за колаче да би се добио рељефни дизајн. Ови калупи могу бити равни дискови или могу бити у облику оклагије.
Преса за колаче
Аутоматска или ручна преса за колаче, која се назива и пиштољ за колаче, користи се за брзо прављење великих серија колачића. Тесто за колаче истискује се на плех за печење у украшеним облицима, што би иначе било превише тешко или дуготрајно за ручну израду.
Лист за резање колачића
Плоча за резање колачића, који се користи за веће количине, је комад пластике величине целог плеха на којем су у основи постављене десетине модли за колачиће. Уместо да разваљамо тесто и притиснемо резач на врх теста, плоча за сечење се поставља на плех за печење, окренута нагоре. Тесто за колаче, који је разваљано у правилној дебљини, поставља се на врх плоче за сечење, а оклагијом се тесто притиска на оштре ивице плоче за сечење. Исечени колачићи падају кроз рупе у табли, у њихове правилно распоређене положаје. Отпадно тесто и плоча за сечење се уклањају, а плех је спреман за печење. Плоче за резање колачића омогућавају производњу велике количине без трошења времена и ризика премештања изрезаних колачића на плехове за печење, што резултира брзом производњом производа равномернијег облика и размака.

## Комерцијални обим
Модле обично одједном праве један облик, али за велику производњу доступне су и друге опције.
1875. године Александер П. Ашборн патентирао је прву модлу кекса у САД-у, корисну за резање више кекса, колача или кекса са прашком за пециво.  Састојала се од даске за развлачење теста, која је била причвршћена за металну плочу на коју су постављени разни облици са опружним резањем.